# أندي هولت
أندي هولت (بالإنجليزية: Andy Holt)‏ (21 أبريل 1978 بستوكبورت في المملكة المتحدة - ) هو لاعب كرة قدم بريطاني في مركز الدفاع. لعب مع أولدهام أثلتيك وشروزبري تاون ونادي بارنسلي ونادي ريكسهام ونادي نورثامبتون تاون وهال سيتي ونادي كوربي تاون.

## وصلات خارجية
- أندي هولت على موقع قاعدة بيانات كرة القدم.إي يو (الإنجليزية)
- أندي هولت على موقع Soccerbase.com (لاعب) (الإنجليزية)